# Oncostemum reflexum
Oncostemum reflexum är en viveväxtart som beskrevs av Carl Christian Mez. Oncostemum reflexum ingår i släktet Oncostemum och familjen viveväxter. Inga underarter finns listade i Catalogue of Life.